# Mad Dog McCree
Pour les articles homonymes, voir Mad Dog.
Mad Dog McCree est un jeu vidéo de tir au pistolet et film interactif développé par American Laser Games et édité par Capcom en 1990 sur système d'arcade Laserdisc. Le jeu a été porté et réédité sur divers ordinateurs personnels et consoles de jeux vidéo,.

## Système de jeu
Le maire et sa fille ont été enlevés par McCree et sa bande. Le joueur doit traverser différents tableaux pour se rendre à la cachette de McCree pour le duel final. Chaque tableau prend place dans différents endroits de la ville. Des séquences vidéos donnant des informations précieuses au joueur sont jouées entre les tableaux.
Il faudra apporter une attention particulière :
- aux informations fournies par le vieux fou barbu. Le joueur pourra obtenir des bonus en tirants sur des éléments déterminés du décor, exemple, des bouteilles vides.
- à la carte qui mène à la cachette. Si le joueur se trompe de chemin, il tombera irrémédiablement dans des pièges mortels.

## Particularités
Le jeu d'arcade est basé sur un système hybride, combinant un lecteur de Laserdisc contrôlé par un Amiga 500 (bien que le jeu ne soit jamais sorti sur cette machine ni ses dérivés CD-ROM).
Dans la version arcade, le revolver se recharge en le pointant vers le bas et en le secouant. Lors du duel final, le barillet du joueur est vide, il est alors nécessaire d'effectuer une séquence de rechargement pour le charger et tenter de tuer Mad Dog. Pour gagner ce duel à coup sûr, une technique consiste à tenir pistolet pointé vers l'écran, crosse vers le haut. Le rechargement est alors immédiat et le joueur peut tirer sur Mad Dog plus rapidement. Malheureusement, le fait de tenir le revolver ainsi fragilisait la gaine plastique qui le reliait à la console centrale. Certains exploitants de salle de jeux accordait donc une attention particulière à ne pas utiliser ce tour.

## Portages
- 3DO (édition : American Laser Games)
- Mega-CD (édition : American Laser Games)
- CD-i (édition : American Laser Games)
- PlayStation 2 (édition : Digital Leisure)
- Xbox (Un portage non officiel a été réalisé par un indépendant)
- DVD Interactif (peut être lu/joué sur tous lecteurs DVD supportant l'interaction, souvent appelée la : "version compatible ps2/Xbox")
- Wii : 2009, dans la compilation Mad Dog McCree: Gunslinger Pack (portage par Digital Leisure, édition : Majesco)
- Ordinateur personnel :
  - PC : MS-DOS (édition : American Laser Games), Windows (édition : Digital Leisure)
  - Mac : Mac OS (édition : IBM)
- iPhone (édition : Digital Leisure)
- PlayStation 3 (édition  : American Laser Games - portage par Digital Leisure)
- Nintendo 3DS (édition : Digital Leisure)

## Série
1. Mad Dog McCree : 1990
2. Mad Dog II: The Lost Gold : 1992
3. Last Bounty Hunter : 1994